# 14468 Ottostern
14468 Ottostern è un asteroide della fascia principale. Scoperto nel 1993, presenta un'orbita caratterizzata da un semiasse maggiore pari a 2,4259696 UA e da un'eccentricità di 0,1624338, inclinata di 3,27423° rispetto all'eclittica.
L'asteroide era stato inizialmente battezzato 14468 Haritina per poi essere corretto nella denominazione attuale. L'eponimo venne poi attribuito all'asteroide 7101 Haritina.
Inoltre l'eponimo Ottostern era stato inizialmente assegnato a 14401 Reikoyukawa che ricevette poi l'attuale denominazione.
L'asteroide è dedicato all'astronomo tedesco, naturalizzato statunitense, Otto Stern.